# Star One C1
Star One C1 – brazylijski geostacjonarny satelita telekomunikacyjny wyniesiony na orbitę 14 listopada 2007. Użytkowany przez firmę Star One. Umieszczony nad równikiem na długości geograficznej 65° W. Służy przekazywaniu komunikacji i danych na terenie Ameryki Południowej. Przewidywany czas pracy 15 lat. Zastąpił satelitę Brasilsat B2.
Satelita został zbudowany przez Thales Alenia Space kosztem ok. 150 mln USD, na uniwersalnej platformie Spacebus 3000/B3. Posiada 28 transponderów pasma C, 14 pasma Ku, 1 pasma X. Statek jest stabilizowany trójosiowo. Ogniwa słoneczne o rozpiętości 22,4 m wytwarzały na początku misji 10,5 kW energii elektrycznej.